# スカイデストロイヤー
『スカイデストロイヤー』は、タイトーが1985年に発売したアーケードゲーム。後方視点からの擬似3Dスクロール型シューティングゲームである。開発:ホームデータ（現:魔法）。

## 概要
プレイヤーはゼロ戦を操って敵の戦闘機部隊の攻撃をかいくぐり、敵要塞を爆撃することを最終目標とする。ゼロ戦には機銃と魚雷が装備されており、それらを使って敵を倒す。弾数は無制限。
アーケード版はグランドライン（水平線）に関し、後年に稼働されたセガの『アフターバーナー』（1987年）と同じく、レバーを倒した方向とは逆に傾斜する視点感覚も得られる。
1ステージは「日中→夕方→夜→日中」とシーンが変わり、夜明け後しばらくして出現する敵の要塞を破壊できればステージクリアである。クリア後はボーナスステージに入り、すべて撃墜するとボーナス点が加点される。

## 登場キャラクター

### 敵キャラクター
戦闘機（F6F ヘルキャット / ファミコン版ではフライM）
本ゲームでの雑魚的存在。最初は零戦へ向かってくるだけだが、時間が経過するにつれて弾を発射するようになる。近距離で撃墜するほど高得点。通常は青い戦闘機だが、各シーンの最後では赤い戦闘機が登場し、すべて撃墜できなければ機銃の連射性能が大きく落ちる。ボーナスステージでも赤い戦闘機が登場する。
爆撃機（B-24 / ファミコン版では重爆撃機ノエルガイ）
ステージ中に突如として出現する。両翼を各2か所ずつ破壊すれば撃墜となり、その際に画面内にいるほかの戦闘機を全滅させることができる。
航空母艦（ファミコン版では空母ノースザネリ）
ステージ中に水平面上に一瞬の時として出現する。攻撃しないが、その時に戦闘機の弾が砲撃になる。1発魚雷を当てれば撃沈できる。
戦艦（ファミコン版では高速戦艦ゴルディウス）
ステージ中に水平面上から突如として近づいて砲撃してくる。1発魚雷を当てれば撃沈できる。
潜水艦（ファミコン版では潜水艦スティング）
ステージ中に突如として出現する。1発魚雷を当てれば撃沈できる。
海上要塞
各ステージの最終攻撃目標。夜が明けてしばらく経つと水平面上に現れる。要塞から砲撃してくる敵に魚雷を当てれば要塞が破壊され、ステージクリアとなる。

### 隠れキャラクター
敵人衛星シーガル
重爆撃機ノエルガイを2機連続で撃墜すると出現する。機銃で撃墜すると15,000点。
飛行船マイルストン
高速戦艦ゴルディウスをグラフィックの最終形態（消える直前）で撃沈すると出現する。機銃で撃墜すると10,000点。
幽霊船ゾンビ
夜に空母ノースザネリをグラフィックの第一形態（出現直後）で撃沈すると出現する。魚雷で撃沈すると100,000点。

## 移植版
| No. | タイトル             | 発売日         | 対応機種               | 開発元       | 発売元   | メディア     | 型式        | 売上本数 | 備考                                                     |
| --- | -------------------- | -------------- | ---------------------- | ------------ | -------- | ------------ | ----------- | -------- | -------------------------------------------------------- |
| 1   | スカイデストロイヤー | 1985年11月14日 | ファミリーコンピュータ | ホームデータ | タイトー | ロムカセット | TFC-SD-4500 | -        | アーケード版のグランドラインの傾き表現が省略されている。 |

## 評価
ファミリーコンピュータ版
ゲーム誌『ファミリーコンピュータMagazine』の1991年5月10日号特別付録「ファミコンロムカセット オールカタログ」では、「当時珍しかった3Dシューティング」、「いまいち距離感が変だった」と紹介されている。